# Mainit
Mainit est une localité de la province de Surigao du Nord, aux Philippines. En 2015, elle compte 26 741 habitants.